# Operacja Michael
Operacja Michael – jedna z operacji ofensywy wiosennej 1918 roku. Celem tej operacji nie była próba szybkiego wygrania wojny, ale uzyskania przewagi w negocjacjach pokojowych.
Ofensywa rozpoczęła się 21 marca 1918 roku uderzeniem około 750-tysięcznej armii z 6 tysiącami dział na długości 60 kilometrów frontu zachodniego, której celem było rozerwanie linii alianckich wojsk na dwie części. Niemcy zaplanowali zajęcie strategicznie ważnego obszaru Amiens, co miało osłabić aliantów i uniemożliwić im efektywną kontrofensywę. Ofensywa miała być przeprowadzona w pośpiechu, by zdążyć rozbić siły alianckie przed dotarciem na front oddziałów amerykańskich.  W ciągu pięciu dni Niemcy zajęli większość ziem utraconych po bitwie nad Sommą, a w ciągu 10 dni znaleźli się pod Amiens. Mimo sukcesów, ofensywa nie osiągnęła żadnego celu.